# منتخب سان مارينو لكأس فيد
منتخب سان مارينو لكأس فيد هو ممثل سان مارينو الرسمي في كرة المضرب في كأس فيد
.